# 노벨 (기업)
노벨 주식회사(영어: Novell, Inc.)는 1979년부터 2014년까지 존재한 미국의 컴퓨터 소프트웨어 관련 기업이며, 유닉스의 소스 코드에 대한 저작권을 보유한 회사이다. 2010년 어태치메이트(Attachmate)에 인수됐다.

## 역사
이 회사는 CP/M 기반 시스템을 개발하는 컴퓨터 하드웨어 제조 업체로서, 1979년 NDSI(Novell Data Systems Inc.)라는 이름으로 유타주 오렘에서 사업을 시작해 2014년에 폐업하였다.
인터넷 익스플로러 제품이 존재하기 이전에 웹 브라우저 기술 자체가 아직 생소하던 시기에는 윈도우 3.1x 환경에서 넷스케이프 내비게이터 제품의 우측 상단에 위치한 페이지 로딩중에만 움직이는 커다란 물색 바탕에 N마크를 노벨사의 붉은색 움직이는 N마크로 바꾼 노벨이 공급하는 넷스케이프 내비게이터 제품을 시장에 잠시 배포한 바도 있다.

## C#
노벨(Novell)은 모노(Mono)로 잘 알려진 C#의 X 윈도 시스템 버전에 대한 기여 등에서 유서깊은 컴퓨터 소프트웨어 회사였다. 마이크로소프트는 이러한 노력을 인정하고 자회사 자마린(Xamarin)에서 이 프로젝트를 이어받아 무료 공개 버전으로 지속적으로 모노(Mono) 버전을 개발 및 배포하고 있다.